# Htin Kyaw
Htin Kyaw (Kungyangon, 20 juli 1946) is een Myanmarees politicus.

## Biografie
Op 15 maart 2016 werd hij door het Myanmarese parlement verkozen tot nieuwe president van het land. Hij werd daarmee de eerste burgerpresident na meer dan vijftig jaar militair bewind in het land. In maart 2018 legde hij zijn presidentschap neer vanwege gezondheidsredenen en is opgevolgd door Win Myint.